# Pilar de 5
El pilar de 5 és un castell d'estructura simple de pilar, format per un casteller per pis, i de 5 pisos d'alçada. Per la seva dificultat, és un castell que s'enquadra dins dels castells de gamma bàsica de 7. El pilar de 5 és el pilar per excel·lència que es basteix al principi i final de les actuacions castelleres com a salutació i comiat de les colles a plaça, tot i que en molts casos també es basteixen pilars de 4 i actualment també és habitual veure finalitzar les actuacions importants amb grans pilars (de 6, 7 o 8 pisos).

## Història

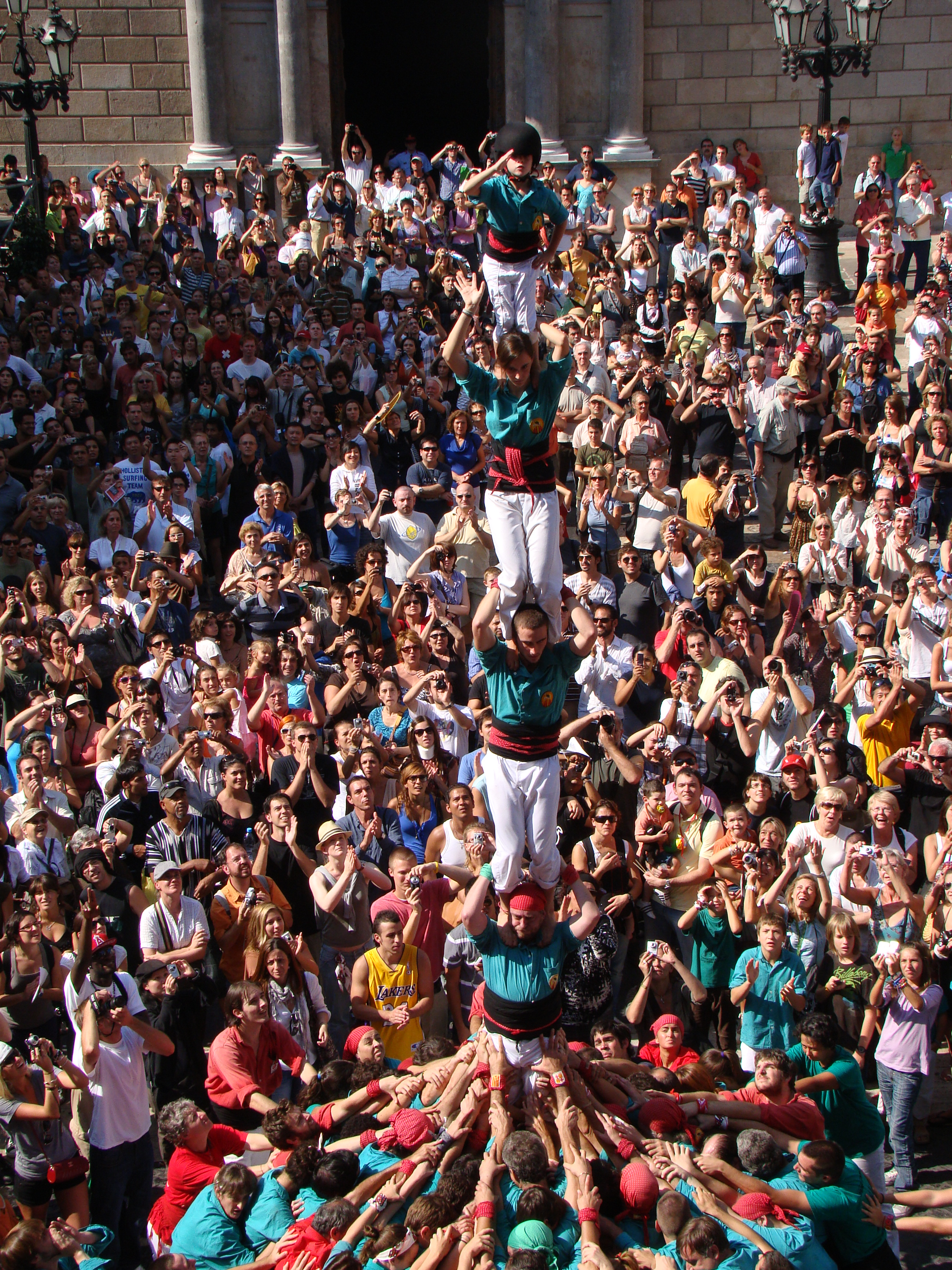
Primer pilar de 5 dels Castellers de la Sagrada Família

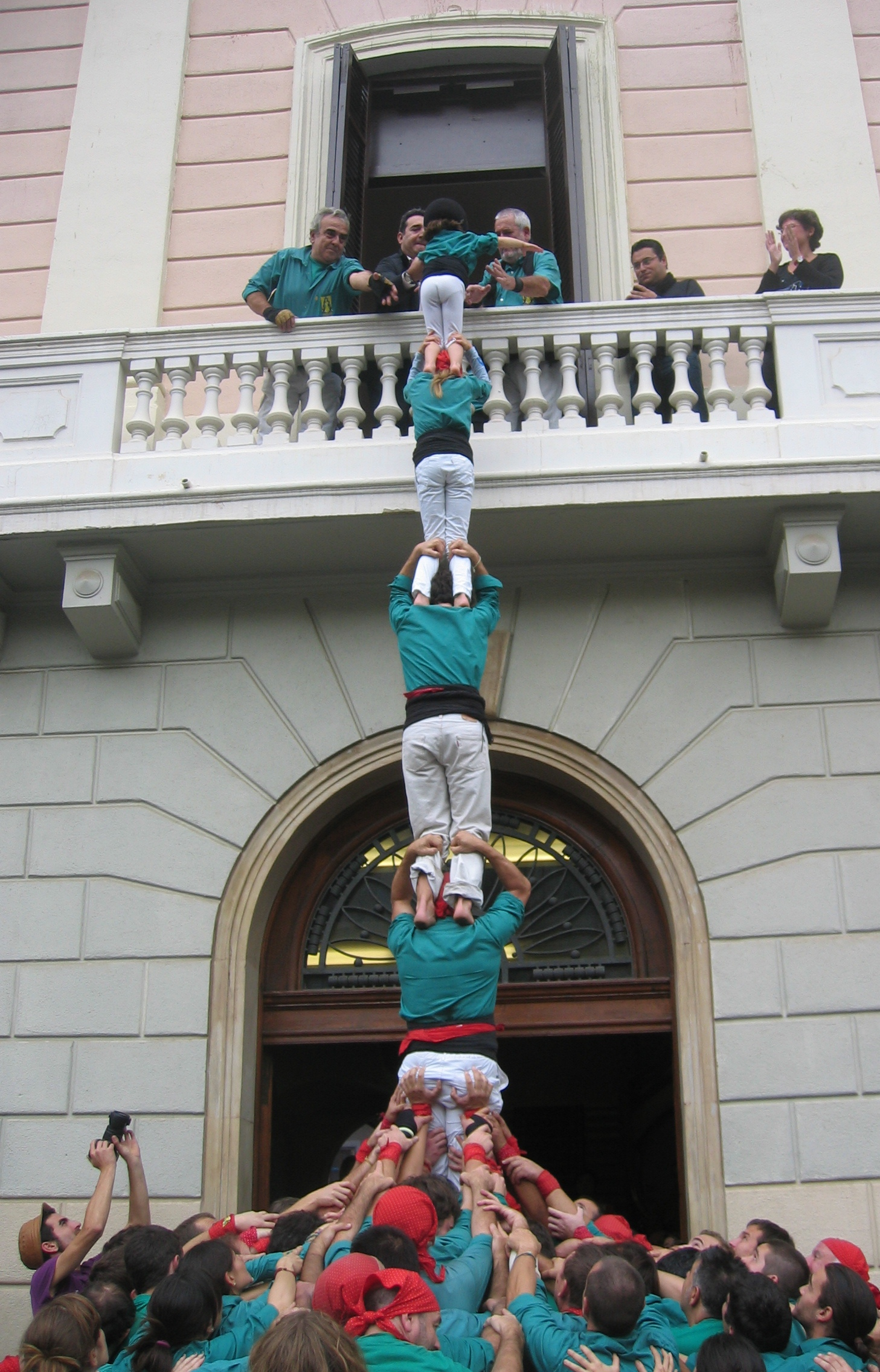
Pilar de 5 al balcó dels Castellers de Sabadell durant la XVIII Diada dels Saballuts

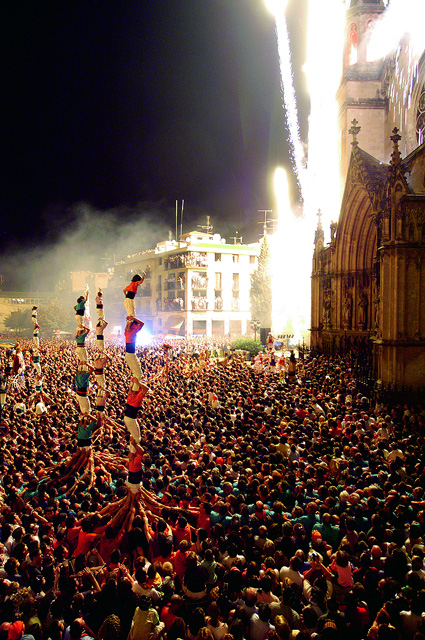
Pilars de 5 dels Castellers de Vilafranca, els Xicots de Vilafranca, la Colla Jove Xiquets de Vilafranca i els Falcons de Vilafranca del Penedès durant l'entrada de Sant Fèlix

Hi ha algunes fonts que apunten que el 1805 ja es realitzava aquest castell. És un pilar que, més o menys esporàdicament, s'ha anat realitzant durant tota la història dels castells, fins i tot en les èpoques de decadència. El 12 d'octubre de 1994, els Minyons de Terrassa, junt amb el Centre Excursionista de Terrassa, van fer el primer pilar de cinc dins una cavitat, a l'avenc del Llest. Segons la Base de Dades de la Coordinadora de Colles Castelleres de Catalunya – Colla Jove Xiquets de Tarragona, en la temporada 2012 es van assolir 1.068 pilars de 5 (1.047 de descarregats i 21 de carregats), la qual cosa representa el 12% del total respecte tots els diferents castells assolits aquell any.

## Variants
Existeixen diverses variants d'aquest pilar:

### Aixecat per sota
El castell es realitza de forma inversa a l'habitual, afegint i desmuntant els pisos per sota l'estructura. Aquesta estructura permet emprar enxanetes molt lleugeres de pes (o molt petites) de tal forma que es vagin acostumant a l'alçada dels castells.

### Al balcó
Es basteix un pilar de 5 just a sota del balcó de l'ajuntament i, des del balcó i amb l'ajuda d'una faixa, l'enxaneta (i en moltes ocasions també l'acotxador) del pilar es fan pujar al balcó de l'ajuntament agafats a la faixa per saludar l'afició. La resta del castell es descarrega de forma habitual. En moltes ocasions el pilar es basteix en el centre de la plaça i es fa caminar unes passes fins a arribar al balcó de l'ajuntament.

### Caminant
Consisteix a fer caminar el pilar unes passes (per entrar a la plaça o per portar-lo al balcó de l'ajuntament, per exemple). Val a dir que és més habitual que el pilar caminant sigui un pilar de 4 que no pas el de 5.

### De dol
El pilar de dol es realitza sense la música de les gralles amb motiu de dol.

### Girat
Un cop es basteix el pilar, el segon de l'estructura (el casteller que ocupa el segon pis començant per sota del castell), gira el tors a banda i banda de tal forma que el pilar pugui saludar a una proporció més gran de la plaça. També es fa per demostrar la seguretat de la construcció.

### Net o sense pinya
El pilar de 5 net o pilar de 5 sense pinya és un castell que té la mateixa estructura i alçada que el pilar de 5, però amb la diferència que es fa sense el suport de la pinya als baixos i els segons. Així, mentre els castellers de tronc van pujant, els castellers de pinya volten el castell amb els braços enlaire però sense agafar, preparats per subjectar-los si fos necessari en qualsevol moment.
Com la resta de castells sense pinya, es tracta d'un castell que no se sol veure a les places, ja que les colles el fan a l'assaig com a prova per preparar el mateix castell amb un pis superior, el pilar de 6.

### Rodat
Un cop s'ha carregat el pilar, tota la pinya fa rodar el castell fent-li fer un gir de 360 graus per saludar a la plaça (cal tenir en compte que molts cops els pilars es fan de cara a l'ajuntament, tant per saludar les autoritats com perquè els castellers que pugen al pilar puguin tenir un punt de concentració visual millor que si es fes mirant a la plaça).

### Simultanis
A vegades, hi ha colles que fan més d'un pilar de 5 alhora. El més freqüent és fer-ne dos de simultanis, tot i que també s'ha fet amb tres i més.

### Vanos
S'anomena vano la construcció simultània de tres pilars alineats de manera que el pilar central sigui un pis més alt que els pilars laterals, donant una forma triangular a la construcció. En un vano de 5 el pilar central és de cinc, mentre que en un vano de 6 i en un vano de 6 complet s'utilitzen dos pilars de cinc laterals.

## Castells que incorporen el pilar de cinc
A més a més dels vanos i de la construcció de pilars simultanis, el pilar de cinc forma part dels castells de set pisos construïts amb la tècnica de l'agulla al mig. Per tal que la construcció d'aquests castells sigui vàlida, el pilar central ha de quedar totalment visible quan es desmunta l'estructura externa del castell. Els castells de set pisos amb el pilar de cinc al mig construïts habitualment són el 4 de 7 amb l'agulla, el 3 de 7 amb l'agulla i el 5 de 7 amb l'agulla.

## Galeria d'imatges

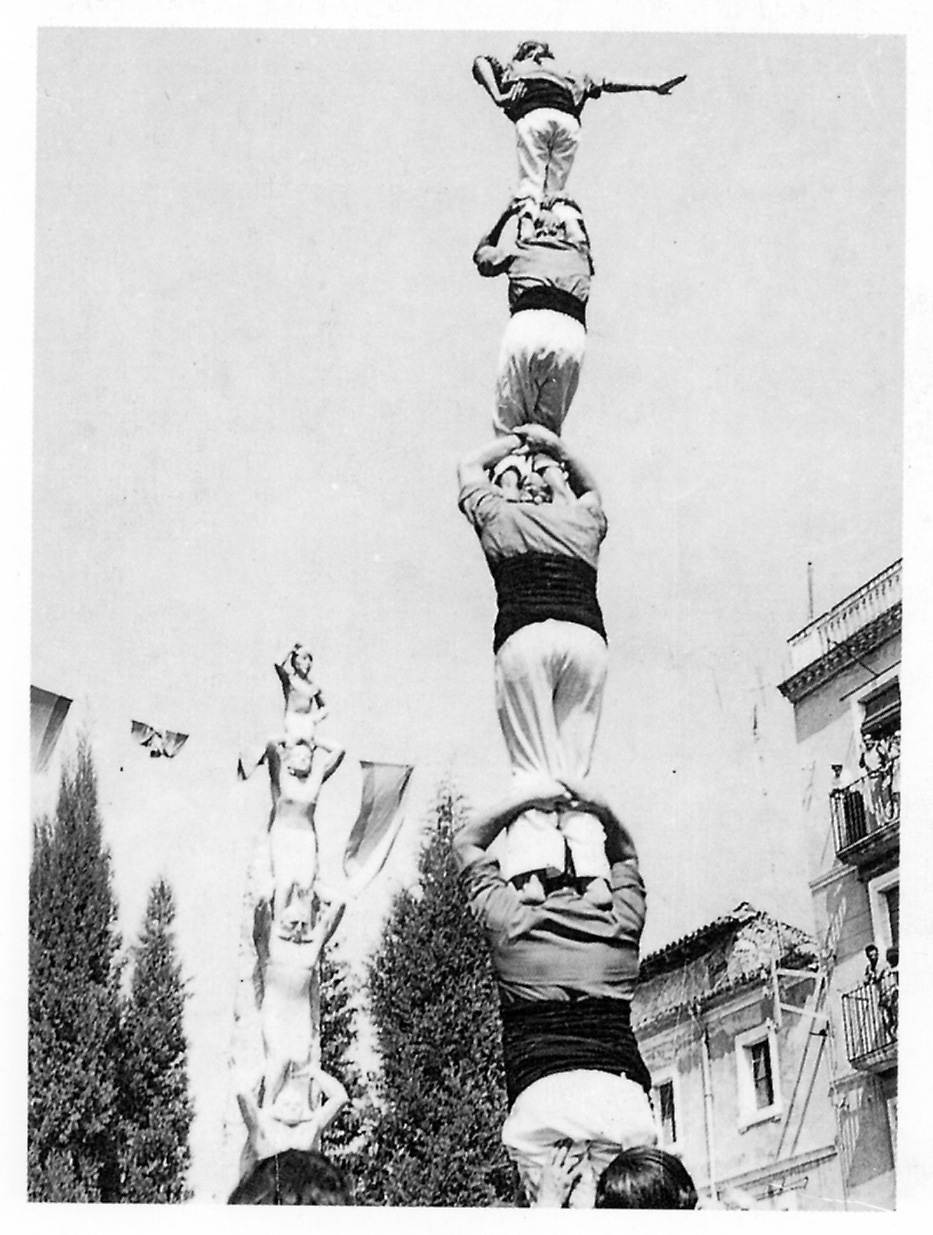
Primer pilar de 5 descarregat dels Castellers de Barcelona (1970)
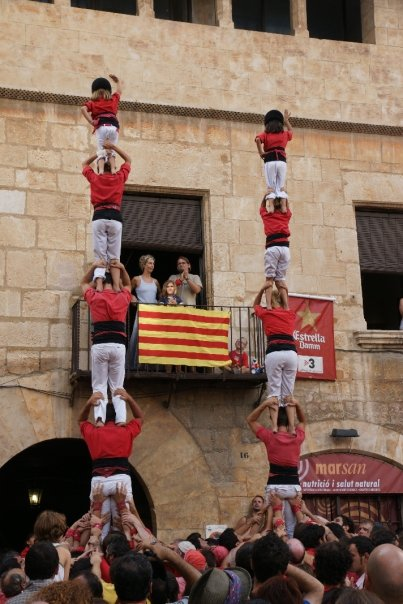
Dos pilars de 5 simultanis de la Colla Joves Xiquets de Valls
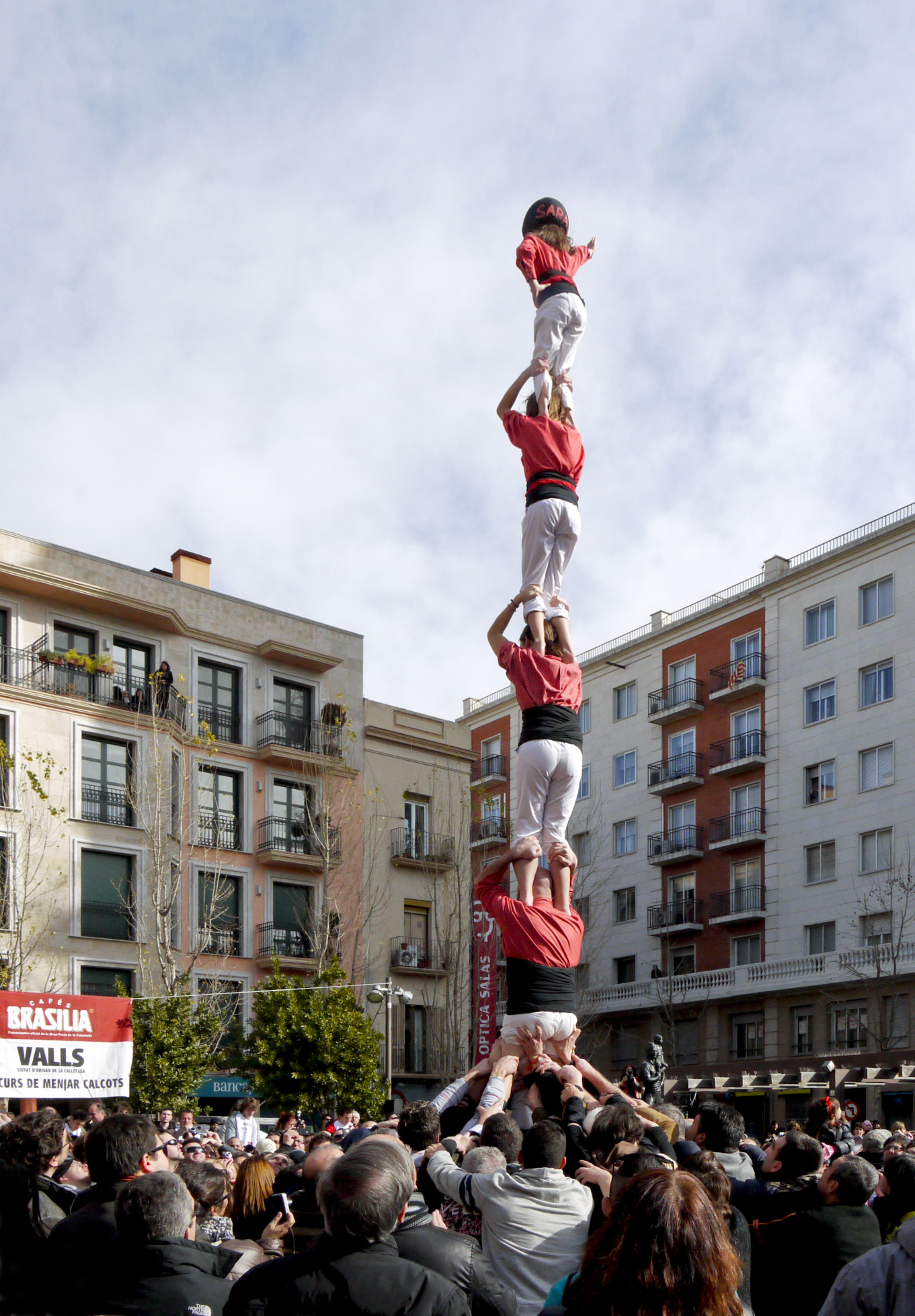
Pilar de 5 de la Colla Vella dels Xiquets de Valls
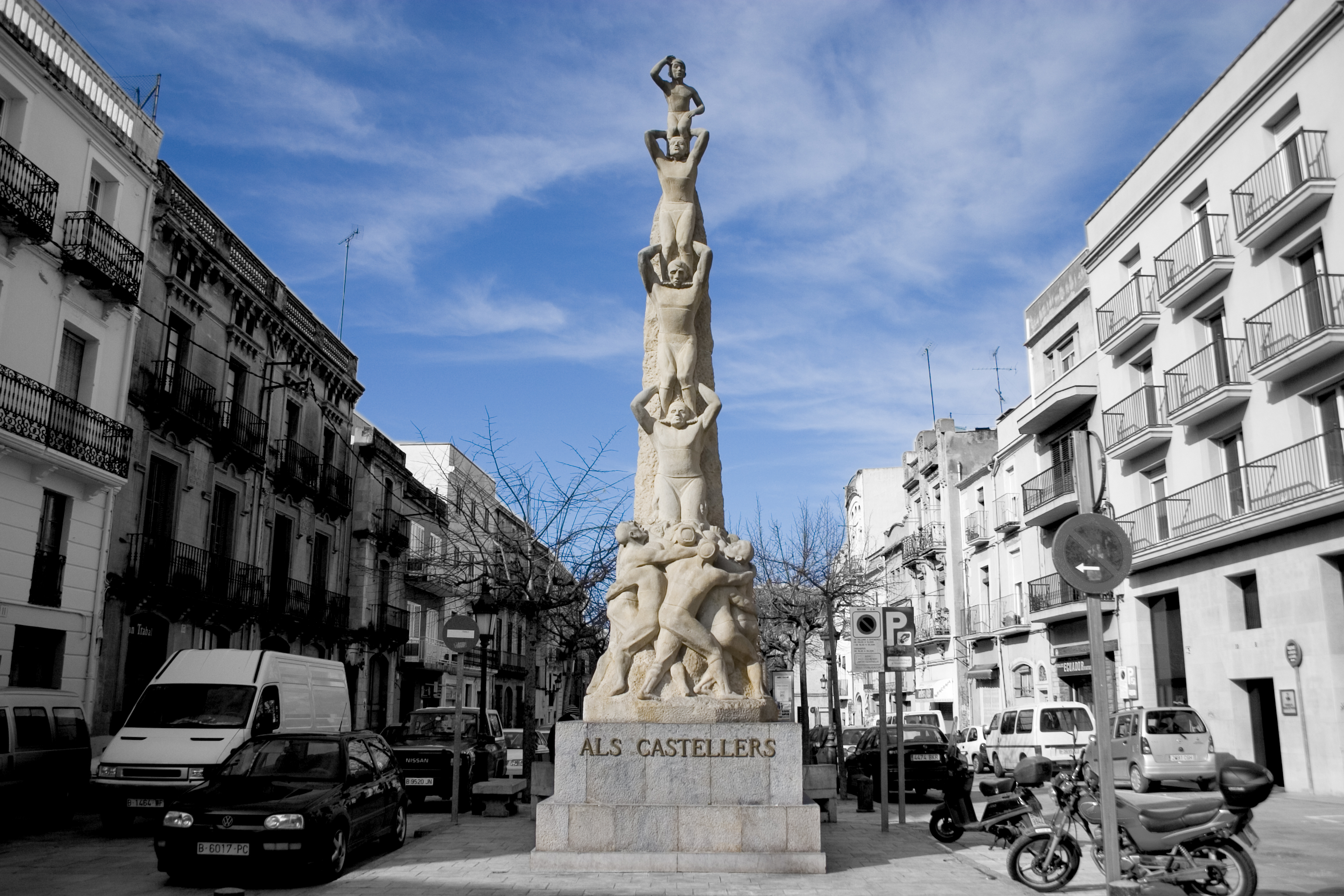
Monument als castellers de Josep Cañas i Cañas